# Theatre of Tragedy (album)
Theatre of Tragedy – pierwszy studyjny album norweskiej grupy muzycznej Theatre of Tragedy. Został wydany w 1995 roku przez Massacre Records. Utwory zawarte na płycie napisane zostały w języku wczesno–nowoangielskim i opowiadają o nieszczęśliwej miłości, zaskoczeniu, a także śmierci. Sprzedano około 75 000 egzemplarzy płyty.

## Lista utworów
| Nr | Tytuł utworu                        | Długość |
| -- | ----------------------------------- | ------- |
| 1. | „A Hamlet for a Slothful Vassal”    | 04:05   |
| 2. | „Cheerful Dirge”                    | 05:03   |
| 3. | „To These Words I Beheld No Tongue” | 05:06   |
| 4. | „Hollow-Heartéd, Heart-Departéd”    | 04:57   |
| 5. | „...a Distance There Is...”         | 08:51   |
| 6. | „Sweet Art Thou”                    | 03:58   |
| 7. | „Mïre”                              | 04:08   |
| 8. | „Dying – I Only Feel Apathy”        | 05:08   |
| 9. | „Monotonë” (utwór instrumentalny)   | 03:10   |
|    |                                     | 44:26   |